# Sygontka
Sygontka – wieś w Polsce położona w województwie śląskim, w powiecie częstochowskim, w gminie Przyrów.
W latach 1975–1998 miejscowość administracyjnie należała do województwa częstochowskiego.

## Urodzeni w Sygontce
- Aleksy Ćwiakowski – polski działacz niepodległościowy, polityk ludowy i monarchistyczny, członek Polskiej Organizacji Wojskowej, porucznik piechoty Wojska Polskiego, prawnik, poseł na Sejm II RP[3].